# Juan Minujín
Juan Minujín, né le 20 mai 1975 à Buenos Aires, est un acteur et réalisateur argentin, nommé quatre fois aux Condors d'argent. Il est le neveu de l'artiste Marta Minujín.
En 2016, il est le protagoniste de la série El Marginal, écrite par Adrián Caetano et réalisée par Luis Ortega.

## Filmographie partielle
- 2004 : Le Fils d'Elias de Daniel Burman - serveur
- 2005 : Un año sin amor d'Anahí Berneri - Pablo Pérez
- 2008 : Agnus Dei de Lucía Cedrón - Paco
- 2008 : Historias extraordinarias de Mariano Llinás - narrateur
- 2012 : 2 + 2 de Diego Kaplan - Richard
- 2015 : Diversion de Glenn Ficarra et John Requa - Marcello
- 2016 : El Marginal série télévisée de Luis Ortega - Miguel / Pastor
- 2017 : Zama de Lucrecia Martel - Ventura Prieto
- 2019 : Les Deux Papes de Fernando Meirelles - Jorge Mario Bergoglio, jeune
- 2022 : Colère divine  (La ira de Dios) de Sebastián Schindel : Esteban Rey
- 2024 : Without Blood d'Angelina Jolie : Salinas